# ビジネスワイヤ
ビジネスワイヤ (Business Wire) は、世界全域に配信ネットワークを有する企業ニュースリリース配信会社。世界各地のメディア、金融市場、財務情報の情報開示システム、投資家、ポータルサイト、ウェブサイト、データベースなどへニュースを配信している。
配信には、同社が米国特許を有するニュース配信プラットフォーム「NX」を使用しており、企業ニュースをXML/NewsML形式に変換し、AP通信(Associated Press)、フランス通信(Agence France-Presse)、ブルームバーグ(Bloomberg)、ダウ・ジョーンズ(Dow Jones)、ロイター(Reuters)など60を超す提携通信社を経由して、各メディアのニュースルームに直接送信される。
また、Yahoo! Financeなどの情報ウェブサイトに写真付きリリースを掲載したり、ビジネスワイヤから直接ニュースフィードを受けることもできる。ビジネスワイヤのウェブサイトで無料ユーザー登録を行うと、カスタマイズされたRSSニュースフィードを利用できる。
各国証券取引所や規制当局との協働により、アメリカ（ニュース配信とEDGARファイリング）、イギリス（金融庁サービス）、フランス、ドイツ、ルクセンブルク、オランダ、スウェーデン、スイスでは、情報開示の公認ニュースワイヤとなっている。上場企業はビジネスワイヤを利用することで財務情報開示義務の要件を満たしたと見做される。さらに、そのニュースリリースの全文は、主要な機関投資家・個人投資家向けデータベースに直接送信される。
ジャーナリストはビジネスワイヤのウェブサイトで無料ユーザー登録を行うと、同ウェブサイトのニュース表示をカスタマイズしたり、興味のある分野を事前に設定してRSSフィードやEメールでリリースを受信できる。

## 沿革
1961年10月2日、現会長であるロリー・ロウキーが創立。キャシー・バロン・タムラズがCEO兼社長。2006年現在、社員数は約500人。
1995年5月、顧客企業のニュースリリースを満載したウェブサイトを業界に先駆けて開設。
2006年1月17日、米著名投資家ウォーレン・バフェットが率いる米保険・投資大手バークシャー・ハサウェイが、ビジネスワイヤの買収を発表。買収価格は公表されていない。
2006年3月1日、買収手続きが完了。
2006年9月27日、ビジネスワイヤとVocus, Inc. (NASDAQ:VOCS)が戦略的提携の締結を発表。VocusのPRWebプレスリリース配信プラットフォームをビジネスワイヤ向けにカスタマイズし、ビジネスワイヤ・ブランドで提供する「EON:Enhanced Online News」が誕生、検索エンジン最適化(SEO)とソーシャル・メディア配信サービスを開始。